# Nelkenrevolution

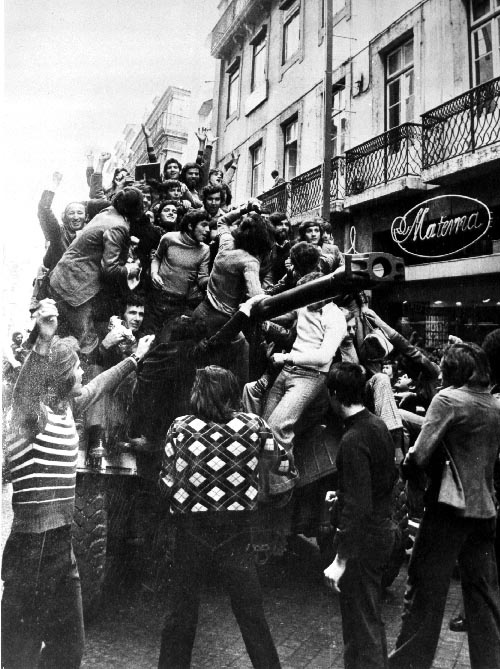
Menschen klettern auf einen Panzer und feiern während der Nelkenrevolution. Lissabon, 25. April 1974

Die Nelkenrevolution (portugiesisch Revolução dos Cravosⓘ oder 25 de Abril) war ein grundlegender politischer Umsturz in Portugal, der am 25. April 1974 ausgelöst wurde, als die linksgerichtete Bewegung der Streitkräfte die autoritäre Diktatur des seit 1933 bestehenden Salazar-Regimes beseitigte und den Übergang zur Demokratie der Dritten Republik einleitete. Der Militärputsch wurde von der großen Masse der Portugiesen unterstützt und verlief weitgehend unblutig. Vier Menschen starben jedoch und 45 wurden verwundet, als Mitglieder der Geheimpolizei DGS auf unbewaffnete Demonstranten schossen.
Nach einer von politischer und sozialer Unruhe geprägten Übergangsphase, in der das Militär verschiedene provisorische Regierungen einsetzte, kam es zu ersten freien und demokratischen Wahlen und zur Ausarbeitung einer Verfassung. Diese war stark von sozialistischen Ideen geprägt und trat genau zwei Jahre nach dem Aufstand, am 25. April 1976, in Kraft. Im selben Jahr übergaben die Streitkräfte die Staatsgewalt an das Parlament und den Staatspräsidenten, die beide auf Basis der neuen Verfassung gewählt worden waren.
Eine direkte Folge der Revolution war die Beendigung des Portugiesischen Kolonialkriegs in Angola, Mosambik und Guinea-Bissau. Dadurch erlangten 1975 die letzten großen Überseegebiete einer europäischen Kolonialmacht die Unabhängigkeit.  
Die Revolution verdankt ihren Namen den roten Nelken, die ihre Unterstützer am 25. April den aufständischen Soldaten in die Gewehrläufe steckten.

## Vorgeschichte

### Die Diktatur des Estado Novo

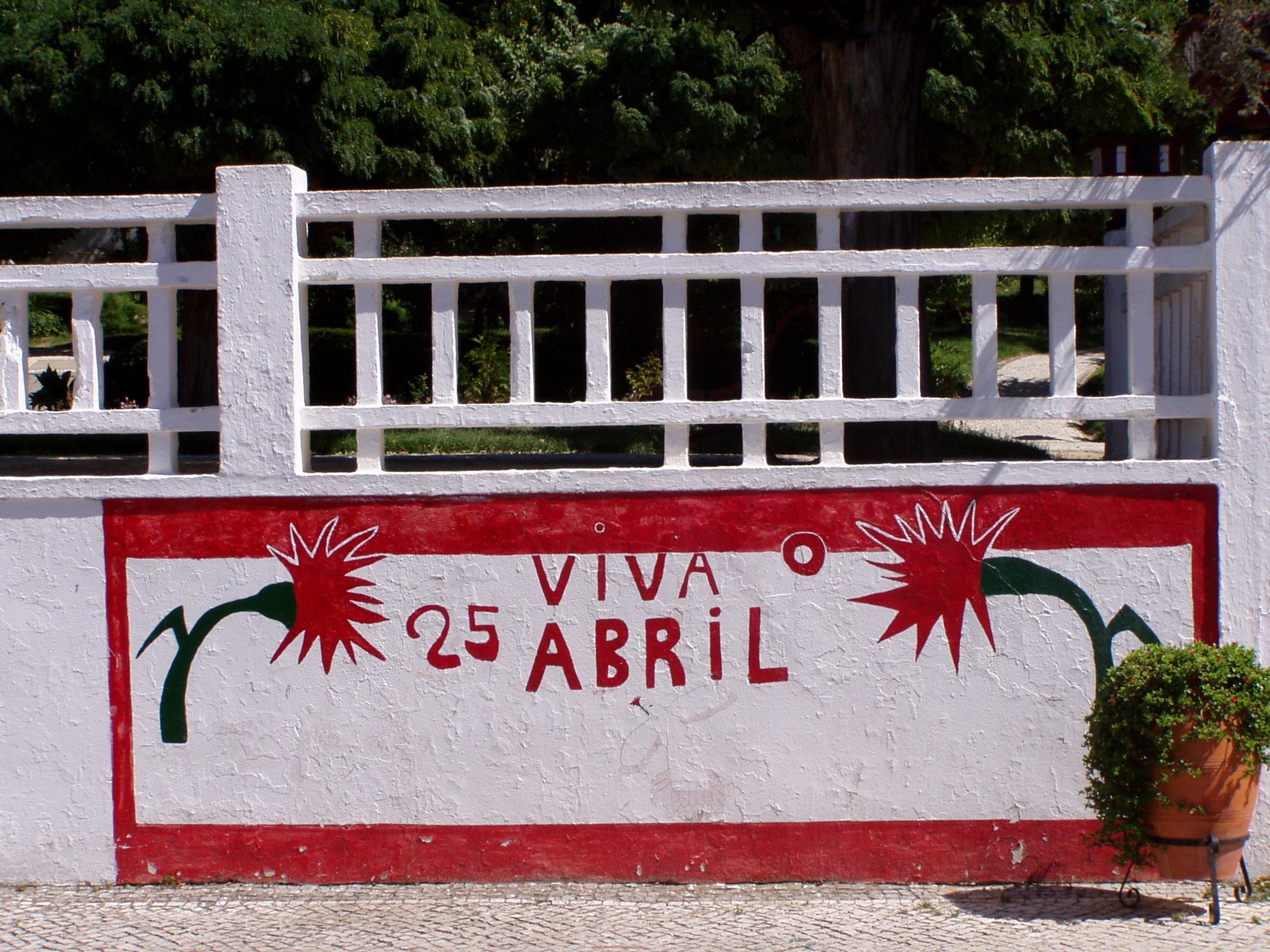
Erinnerungsinschrift an die Revolution. Coruche, 2003.

Die seit 1910 bestehende Erste Portugiesische Republik wurde bereits 1926 durch den Putsch einer Militärjunta unter General Carmona beendet. Carmonas Finanzminister und Nachfolger António de Oliveira Salazar baute ab 1932 seine Macht durch eine neue Verfassung aus. Diese begründete die sogenannte Zweite Republik, die sich selbst als Estado Novo verstand. Dieser „Neue Staat“ schaffte den Parlamentarismus zugunsten des paternalistischen Modells eines vormodernen Ständestaats ab und war gekennzeichnet durch eine statische, geschlossene Gesellschaft, durch polizeistaatliche Repression und Folter sowie durch Pressezensur. Salazar versuchte, ein System zu verwirklichen, das als Quinta, ein gegen äußere Einflüsse abgeschlossenes Landgut, bezeichnet wurde. 
Die Unterdrückungsmaßnahmen wurden ab 1933 durch den Aufbau einer Staatsschutzpolizei (PVDE – Polícia de Vigilância e de Defesa do Estado) nach dem Vorbild und mit Unterstützung der Gestapo durchgesetzt. Die Geheimpolizei organisierte Sondergerichte und errichtete Spezialgefängnisse nach dem Beispiel der deutschen Konzentrationslager (Tarrafal). Nachfolgeorganisation der PVDE wurde 1945 die PIDE (Polícia Internacional e de Defesa do Estado). Berichte über politische Gefangene in Portugal führten 1961 in Großbritannien zur Gründung von Amnesty International. Im Jahr 1965 ließ die PIDE den früheren General Humberto Delgado ermorden, der als Oppositionskandidat bei den Präsidentschaftswahlen von 1958 einen Achtungserfolg erzielt hatte.
Portugal war unter der Diktatur das ärmste und rückständigste Land Westeuropas. Die große Masse der Bevölkerung wurde bewusst in Armut und Unwissenheit gehalten, um den Portugiesen die „Übel der Moderne zu ersparen“. Die vierjährige Grundschule für das Volk verstand Salazar als Zugeständnis. Über ein Drittel der Bevölkerung bestand aus Analphabeten. Zudem gab es keine freien Gewerkschaften, sondern nur berufsständische Organisationen, und die Entwicklung von Industrie, Tourismus und Bildungswesen wurde bewusst behindert.

### Außenpolitik Portugals unter der Diktatur
Im Zweiten Weltkrieg verbündete sich Portugal mit Spanien unter Franco zum Bloco Ibérico. Da das Land aber traditionell enge wirtschaftliche Beziehungen zu Großbritannien pflegte, blieb das Salazar-Regime, stärker noch als Franco, auf Distanz zum italienischen Faschismus und zum deutschen Nationalsozialismus.
Das autoritäre Regime blieb im Krieg neutral und wurde daher von den Alliierten nach 1945 nicht angetastet. Die mitten im Atlantik gelegene, portugiesische Inselgruppe der Azoren war für die USA von strategischer Bedeutung. Daher konnte das Land 1949 Gründungsmitglied der NATO werden. Das Salazar-Regime unterstrich damit die antikommunistische Haltung, die es im Kalten Krieg zu einem natürlichen Verbündeten des Westens machte. Den 1961 ausbrechenden Kolonialkrieg konnte das verarmte Land nur dank der Unterstützung seiner westlichen Partner 13 Jahre lang durchhalten.

### Der Kolonialkrieg und die Krise der Diktatur
Nach 1960 hielt Portugal als einziges europäisches Land an seinem umfangreichen Kolonialbesitz in Afrika und Asien fest. 1961 jedoch eroberten indische Truppen Goa, die letzte portugiesische Besitzung auf dem Subkontinent. Im selben Jahr lösten die Unabhängigkeitsbestrebungen in den beiden afrikanischen Kolonien Angola und Mosambik einen bis zum Ende des Regimes anhaltenden Krieg aus. Nach einem Schlaganfall wurde Salazar 1968 von Marcelo Caetano abgelöst, der aber trotz leichter Verbesserungen weder die Diktatur noch den Kolonialkrieg beendete. In dessen Verlauf wurden aufgrund hoher Verluste zunehmend auch einfache Soldaten aus dem Volk zu Offizieren ausgebildet. Durch den Krieg desillusioniert, gründeten einige Hundert vornehmlich junge Offiziere der unteren Ränge, vor allem Hauptleute wie Salgueiro Maia und Otelo Saraiva de Carvalho, Anfang der 1970er Jahre die Bewegung der Streitkräfte (Movimento das Forças Armadas, kurz: MFA), die auf ein Ende der Diktatur abzielte. 
Im Februar 1974 veröffentlichte der stellvertretende Generalstabschef António de Spínola sein Buch Portugal e o Futuro (Portugal und die Zukunft), das besonders in militärischen Kreisen Furore machte. Spínola analysierte darin Portugals „systemimmanente Diskrepanz“ gegenüber den anderen westeuropäischen Staaten, die es in eine wirtschaftliche und politische Isolation gebracht habe. Die Zukunft Portugals hänge vor allem vom Ausgang des Kolonialkriegs ab, der zu viele Menschenleben koste und bis zu 50 % des Staatshaushaltes verschlinge, militärisch aber nicht zu gewinnen sei. Spínola schlug eine „neue nationale Strategie“ vor, in der die Teilnahme des Volkes am politischen Willensbildungsprozess und das Recht der Kolonien auf Selbstbestimmung gewährleistet sein sollten. Das Buch, in dem der zweite Mann der Militärhierarchie
die Kolonialpolitik des Caetano-Regimes kritisierte, war für die MFA das Signal, aktiv zu werden, und verschaffte ihr nun auch größeren Zulauf aus der Bevölkerung.
Caetano inszenierte Anfang März 1974 eine Vertrauenskundgebung höherer Offiziere, der Spínola und Generalstabschef Francisco da Costa Gomes demonstrativ fernblieben. Daraufhin wurden sie ihrer Ämter enthoben. Gerüchte über eine von der Staatsschutzpolizei DGS geplante Verhaftung von 22 Offizieren beschleunigten die Putschvorbereitungen der MFA.

## Verlauf

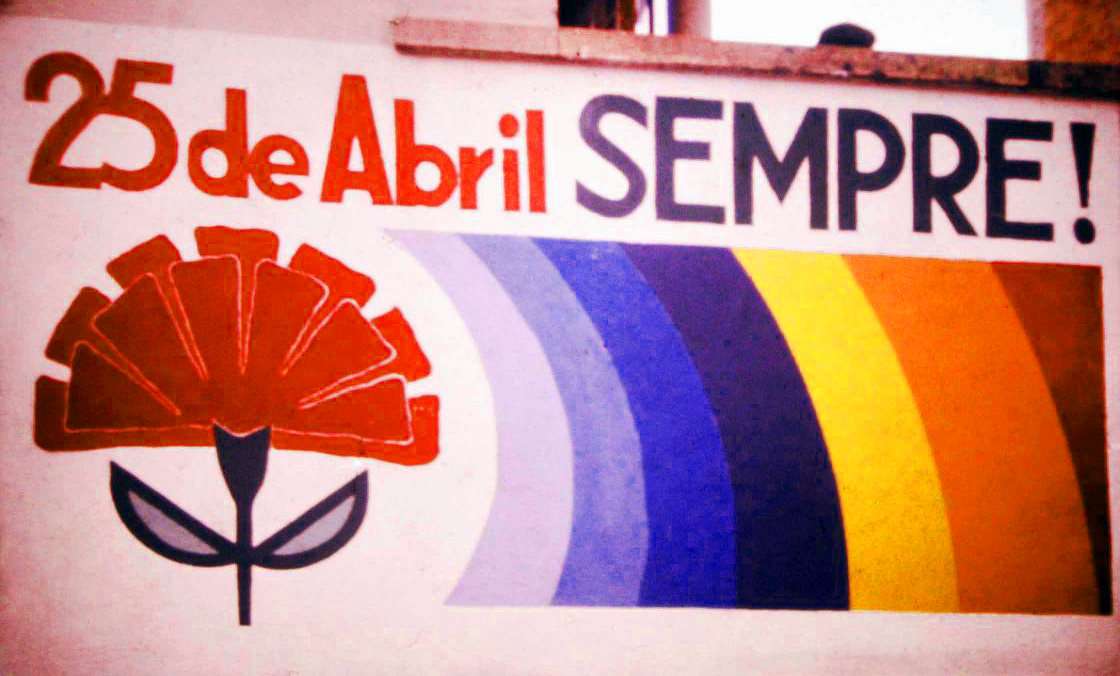
Wandgemälde mit der Aufschrift „25. April immer!“, 1978.

### Das Signal:Grândola, Vila Morena
Am 24. April 1974 um 22:55 Uhr spielte der Werberundfunk ein völlig unpolitisches Liebeslied E Depois do Adeus („Und nach dem Abschied“) von Paulo de Carvalho. Das Lied, der Beitrag Portugals zum Eurovision Song Contest 1974, war das erste verabredete Geheimsignal an die zum Aufstand bereiten Truppen, sich für den unmittelbar bevorstehenden Putsch bereitzuhalten.
Als Revolutionslied berühmt wurde aber das vom Regime verbotene Grândola, Vila Morena des antifaschistischen Komponisten und Sängers Zeca Afonso, das mit diesen Zeilen beginnt: 
| Grândola, vila morena, Terra da fraternidade, O povo é quem mais ordena. | dt.: Grândola, braungebrannte Stadt, Heimat der Brüderlichkeit, in Dir hat das Volk das Sagen. |

Gegen 00:20 Uhr am 25. April verlas der Sprecher des katholischen Rundfunks Rádio Renascença diese Anfangszeilen. Danach wurde das Lied selbst zweimal abgespielt, was für die Angehörigen der MFA das verabredete Signal zum Losschlagen war. Auch Nichteingeweihten war nach dem Abspielen des verbotenen Liedes klar, dass etwas Großes im Gange war. Die Soldaten der MFA rückten mit Militärfahrzeugen nach Lissabon aus, um Ministerien, Rundfunk- und Fernsehsender sowie den Flughafen zu besetzen. Auch in anderen Teilen des Landes wurde die Bewegung aktiv. Die gegen sie mobilisierten Regierungstruppen liefen mehrheitlich zu den Aufständischen über.

### Gewehre und Nelken

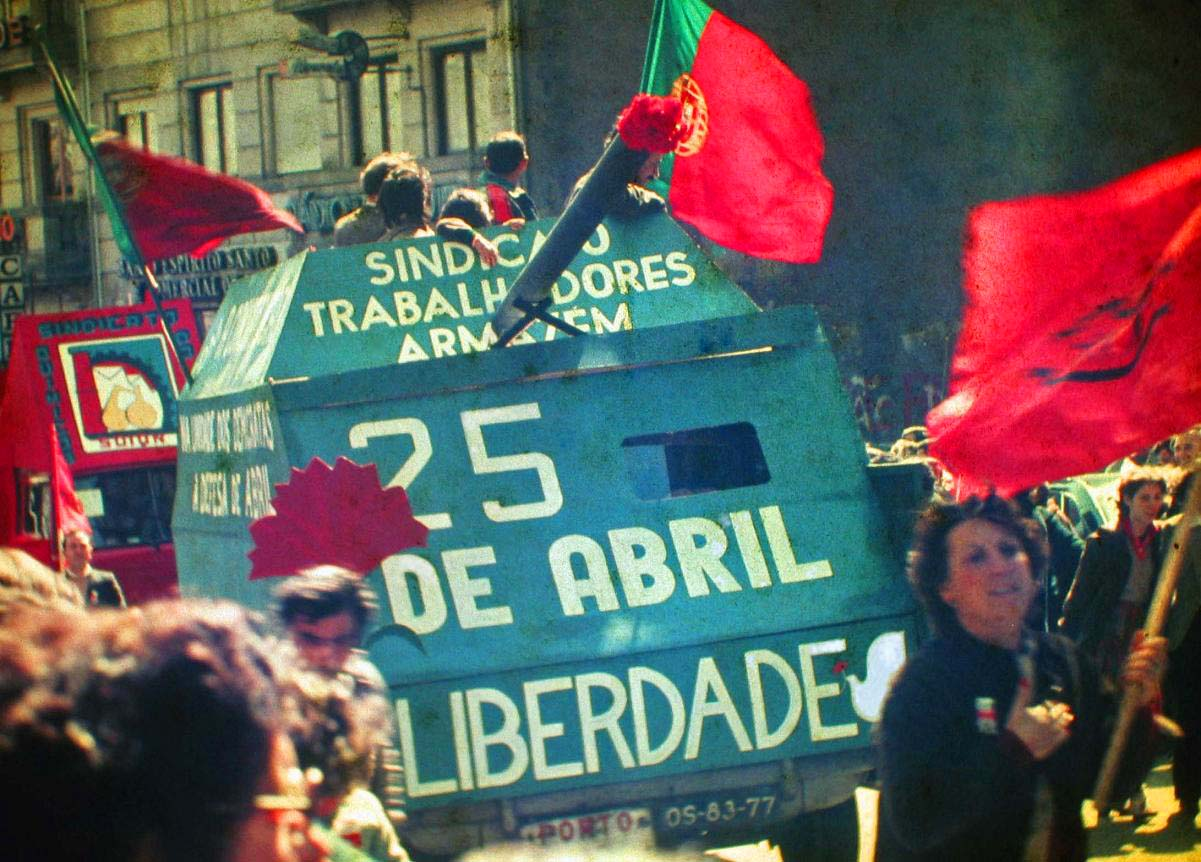
Demonstration in Porto 1983 zum Gedenktag des 25 de Abril

Der Kavallerieschule Santarém kam die wichtigste Rolle zu, nämlich die Besetzung des Terreiro do Paço in Lissabon. Die von Hauptmann Salgueiro Maia angeführte Kolonne bestand aus 10 Panzern, 12 Truppentransportwagen, zwei Krankenwagen, einem Jeep und einem Zivilfahrzeug. Sie startete um 03:30 Uhr und erreichte das 70 Kilometer entfernt gelegene Lissabon um 05:55 Uhr. Gegen 12 Uhr beorderte Maia einen Teil seiner Kräfte zur Kaserne der bewaffneten Polizeistreitkräfte, der Guarda Nacional Republicana (GNR), am Largo do Carmo, wohin sich der Regierungschef Caetano geflüchtet hatte.
Nach mehrstündiger Belagerung erklärte sich der Diktator am Abend zur Abdankung bereit. Allerdings erklärte er, die Macht an General António de Spínola übergeben zu wollen, damit die „Macht nicht an die Straße fällt“. De Spínola war jedoch nicht Teil des MFA und damit nicht der Wunschkandidat der Aufständischen. Die zornige Bevölkerung forderte die vollständige Erhebung. Der unblutigen Übergabe wegen akzeptierten die MFA-Führer um Otelo Saraiva de Carvalho das Angebot. Caetano verließ die Kaserne unter Beschimpfungen durch Demonstranten und wurde mit einem Truppentransportwagen zum Militärflugplatz Lissabon gebracht. Von dort flog er zunächst nach Madeira, später ins Exil in Brasilien.
Schon den ganzen Tag zuvor hatten Tausende von Lissabonnern den Weg der Kolonnen gesäumt, den Befreiern zugejubelt, waren neben den Armeefahrzeugen hergelaufen und aufgesprungen. Die ersten roten Nelken, die der Revolution den Namen geben sollten, tauchten auf, leuchteten an den Uniformen der Soldaten und aus ihren Gewehrläufen, nachdem Celeste Caeiro einigen von ihnen Blumen geschenkt hatte. Die rote Nelke war ein internationales Symbol der sozialistischen Arbeiterbewegung, deren Ideen die portugiesische Revolution maßgeblich prägten.
Bei der Erstürmung der Stützpunkte der Geheimpolizei PIDE/DGS durch die Bevölkerung fielen um 20:30 Uhr Schüsse auf die Heranstürmenden. Hierbei starben vier Menschen. Aufständische verharrten dennoch mit „Morte à PIDE“- und „Assassinos“-(Mörder-)Rufen vor dem Gebäude. Am nächsten Morgen ergaben sich die Polizisten. Das Archiv, die Folterwerkzeuge und das moderne Arsenal fielen in die Hände der Aufständischen.
Neben der Tafel mit dem Straßennamen „Rua António Maria Cardoso“ brachten die Aufständischen ein zweites Schild an: „Avenida dos Mortos pela PIDE“ (Straße der Opfer der PIDE), was sich sowohl auf die Opfer vom Vorabend bezog als auch auf die zahlreichen Ermordeten um den oppositionellen General Humberto Delgado.
Die Aufständischen spürten viele PIDE-Agenten und Informanten in den öffentlichen Einrichtungen, Universitäten und Schulen auf. Der letzte Chef der Geheimpolizei, Major Silva Pais, wurde in seiner Wohnung verhaftet.
In der Nacht zum 27. April wurden die politischen Gefangenen aus dem PIDE-Kerker in Caxias befreit. Ihre Verwandten und Freunde empfingen sie auf der Straße. Jahrelang waren die Gefangenen dort ohne Gerichtsverfahren Folter, Isolationshaft und Demütigung ausgesetzt gewesen.
Bekannt geworden ist das Foto der revolutionsfreundlichen Abendzeitung República von Hermínio da Palma Inácio, wie er nach der Befreiung in einer Gebärde der Freude und des Triumphs beide Arme emporreckt. Der Gründer der Widerstandsgruppe Liga de Unidade e Acção Revolucionária (LUAR, deutsch Liga für revolutionäre Einheit und Aktion) war einer der populärsten und vom Regime gefürchtetsten Widerstandskämpfer. Er entführte beispielsweise 1961 ein Flugzeug, um Flugblätter abzuwerfen. Die Zeitung República nahm keine Rücksicht mehr auf die Zensur und berichtete ausführlich. Am Nachmittag des 26. April zog ein Demonstrationszug vor das República-Haus und dankte der Redaktion durch das Singen der Nationalhymne für ihren unermüdlichen Kampf um Meinungs- und Pressefreiheit.
Noch vor dem 1. Mai kehrten viele Verbannte und politisch Verfolgte aus dem Exil zurück. Mário Soares (Sozialistische Partei), der sich am Tag der Revolution bei Willy Brandt in Deutschland aufhielt, kehrte aus Paris ebenso zurück wie Álvaro Cunhal von der Kommunistischen Partei (PCP). Dieser hatte 13 Jahre in PIDE-Gefängnissen verbracht, bis ihm 1960 die Flucht aus Peniche gelungen war. Seitdem hatte er in Moskau und Prag gelebt.
Aus dem brasilianischen Exil, in dem er seit 1958 lebte, kam der bekannte Mathematiker und republikanische Präsidentschaftskandidat von 1951, Rui Luís Gomes. Aus Algerien kamen zwei bekannte und tatkräftige Widerstandskämpfer, Fernando Piteira Santos und der Dichter Manuel Alegre, die die Patriotische Front für Nationale Befreiung (FPLN) mitbegründet und über den Freiheitssender Voz da Liberdade (Stimme der Freiheit) die Antifaschisten in der Heimat ermutigt hatten.

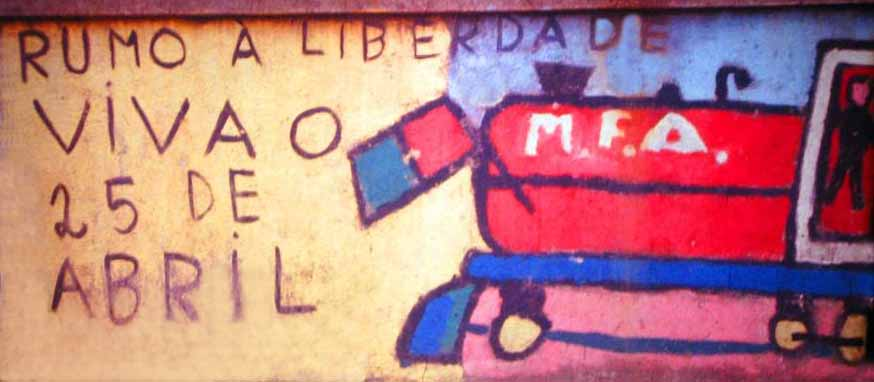
Wandgemälde mit der Aufschrift „Ruhm der Freiheit“, „Es lebe der 25. April“, „MFA“

### Forderungen
Sofortiges Ende des Kolonialkrieges – Generalamnestie für Deserteure und Kriegsdienstverweigerer lauteten die Kundgebungsparolen von Vereinigungen, die für rund 100.000 Fahnenflüchtige und Kriegsdienstverweigerer sprachen, die vielfach ins Exil gegangen waren. Das Amnestiegesetz wurde am 1. Mai 1974 erlassen, das Ende des Krieges ließ noch auf sich warten, doch erste Schritte waren eingeleitet.

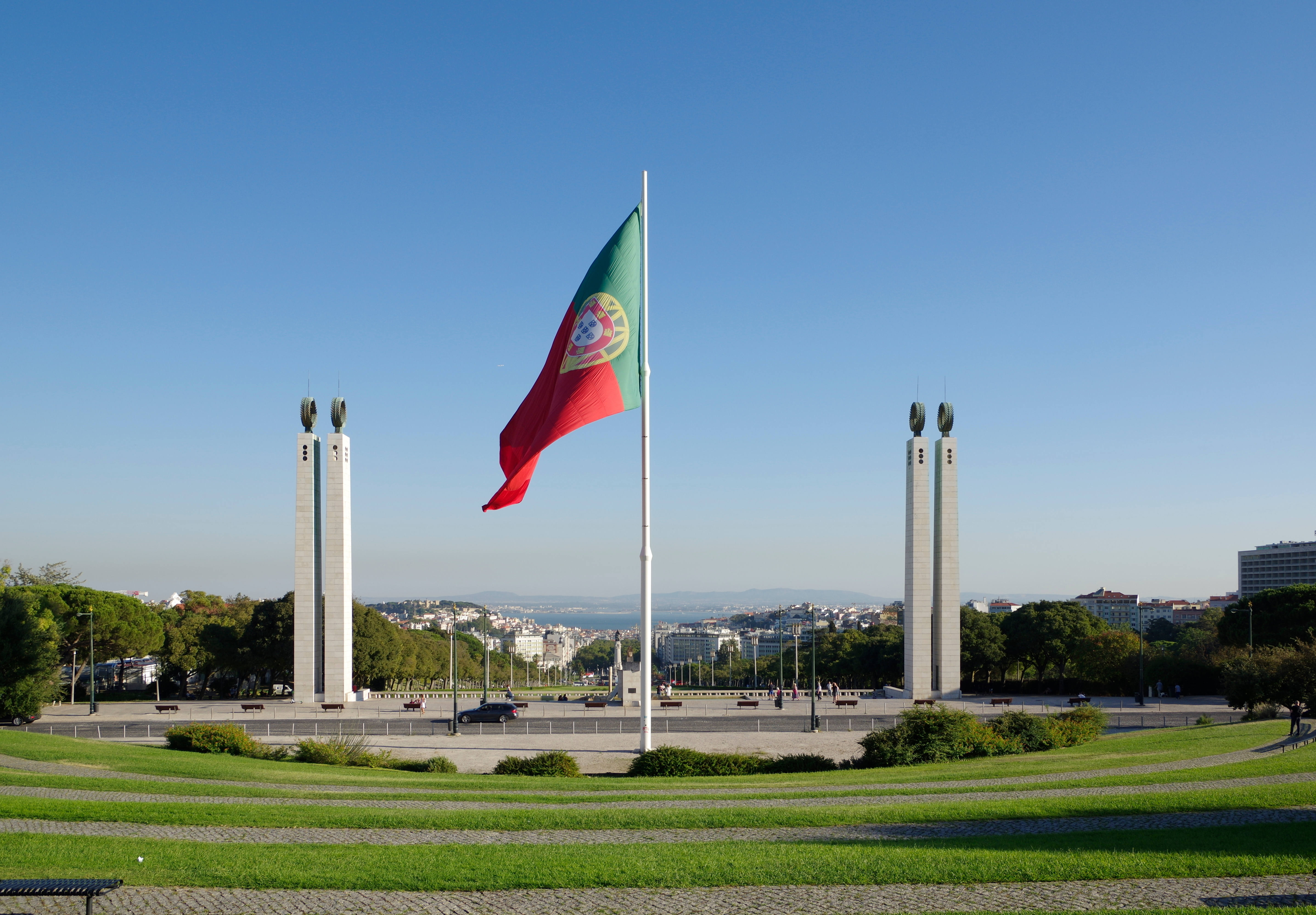
Monument für den 25 de Abril im Parque Eduardo VII in Lissabon, mit dem Blick auf den Tejo

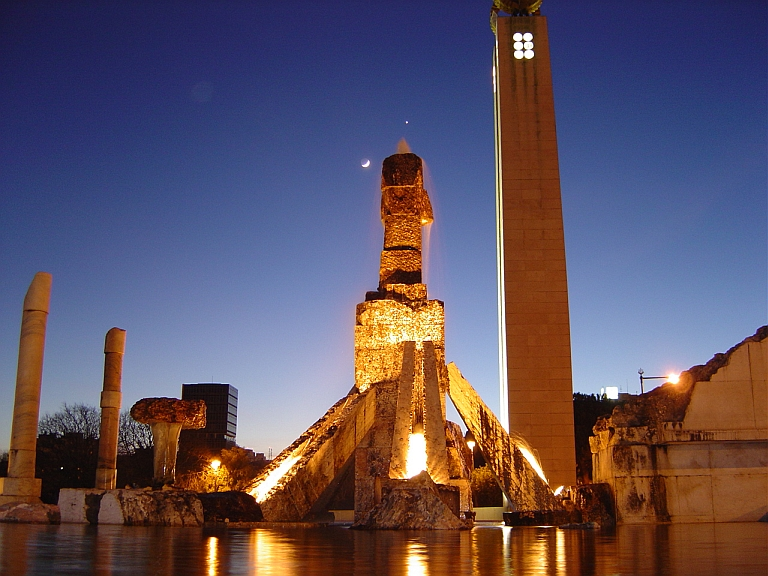
Monument für die Nelkenrevolution von João Cutileiro in Lissabon

### Der 1. Mai 1974 in Lissabon
Während des 1. Mai übernahmen die Aufständischen die Kontrolle über die Straßen. Ein Demonstrationszug ging zum Lissabonner Sportstadion, das später zu „Estádio 1º de Maio“ umbenannt wurde. Mehr als 100.000 Portugiesen wollten dort die Befreiung feiern. Nach den Gewerkschaftern sprachen Mário Soares von den Sozialisten und Álvaro Cunhal, der Vorsitzende der Kommunistischen Partei, die demonstrativ gemeinsam ins Stadion einzogen.
Soares betonte, dass die Kommunistische Partei in der Zeit des Faschismus die meisten Opfer habe bringen müssen, und rief aus: „Hier und heute haben wir den Faschismus endgültig besiegt. Dieser Sieg ist der Sieg des Volkes.“ Soares wie Cunhal verlangten eine Regierung von der Mitte über die Sozialisten bis zu den Kommunisten.

## Folgen

### Demokratisierung
Genau ein Jahr nach der Nelkenrevolution wurde am 25. April 1975 bei einer Wahlbeteiligung von fast 92 % die Verfassungsgebende Versammlung gewählt, dies war die erste freie Wahl in Portugal seit 1925. Die Sozialistische Partei (PS) erhielt 116 von 250 Mandaten, die Konservativen (PPD) 81, die Kommunisten 30.
Am 2. April 1976 trat die von der Verfassunggebenden Versammlung erarbeitete neue Verfassung in Kraft. Nach dieser Verfassung wurden am 25. April 1976 demokratische Parlamentswahlen mit einer Wahlbeteiligung von 83 % und am 27. Juni demokratische Präsidentschaftswahlen durchgeführt, am 12. Dezember 1976 folgte die erste freie Kommunalwahl in Portugal.

### Auswirkungen auf das portugiesische Kolonialreich
Die Nelkenrevolution bedeutete auch ein Ende der portugiesischen Kolonialkriege in Guinea-Bissau, Angola und Mosambik. In schneller Folge wurden Verträge mit den jeweiligen Unabhängigkeitsbewegungen abgeschlossen, die einen sofortigen Waffenstillstand und das Versprechen auf baldiges Ende der Kolonialherrschaft enthielten. In Guinea-Bissau wurde die Unabhängigkeit noch im selben Jahr umgesetzt. Angola, Mosambik, São Tomé und Príncipe sowie Kap Verde folgten 1975.
Das Ende der portugiesischen Herrschaft auf Timor führte zum Chaos. Durch indonesischen Einfluss wurde 1975 ein Bürgerkrieg ausgelöst, der dem Nachbarstaat als Vorwand zur Besetzung und Annexion Portugiesisch-Timors diente. 24 Jahre Krieg waren die Folge.
Portugiesisch-Indien war 1954 bzw. 1961 gewaltsam von Indien besetzt und annektiert worden. Portugal gab nun seine Ansprüche auf und normalisierte seine Beziehungen zu Indien.

## Filme
Bei Recherchen zu seinem Film Outro País stieß Regisseur Sérgio Tréfaut auf etwa 40 internationale Dokumentarfilme zur Nelkenrevolution, portugiesische Produktionen nicht mitgezählt. Sie erreichten jedoch nur vereinzelt ein größeres Publikum.
Es folgt eine chronologisch sortierte Auswahl der bekanntesten Spielfilme und Dokumentationen, die die Nelkenrevolution zum Thema haben:
- First days of freedom (UdSSR 1974, Studija Dokumentalnykh)
- Viva Portugal! (F/BRD 1975, R.: Christiane Gerhards, Serge July, Malte Rauch, Samuel Schirmbeck)
- Torre Bela (F/POR/I/CH 1975, R.: Thomas Harlan)
- Milagro en la tierra morena (Cuba 1975, R.: Santiago Álvarez)
- Setubal, Ville Rouge (F 1975, R.: Daniel Edinger, Michel Lequenne)
- Deus, Pátria, Autoridade (POR 1975, R.: Rui Simões)
- Os Índios da Meia Praia („Die Indianer von Meia Praia“, POR 1976, R.: António da Cunha Telles)
- Scenes from the Class Struggle in Portugal (USA 1977, R.: Robert Kramer)
- O Meu Nome É… („Mein Name ist…“, POR 1978, R.: Fernando Matos Silva)
- Bom Povo Português („Gutes portugiesisches Volk“, POR 1980, R.: Rui Simões)
- A Culpa (POR 1980, R.: António Victorino de Almeida)
- Gestos & Fragmentos („Gesten und Fragmente“, POR 1983, R.: Alberto Seixas Santos)
- I Portugal finns drömmen kvar (SWE 1985, R: Per-Åke Holmquist)
- Non oder Der vergängliche Ruhm der Herrschaft (POR 1990, R.: Manoel de Oliveira)
- Nelken für die Freiheit (orig. Capitães de Abril, wörtlich: „Hauptmänner des April“, R.: Maria de Medeiros, POR 2000, ausgestrahlt Arte 21. April 2003).
- Cravos de Abril („Nelken des April“, R.: Ricardo Costa, POR 1999)
- Outro País: Memórias, Sonhos, Ilusões… Portugal 1974/1975 (POR 2000, R: Sérgio Tréfaut)
- Alla rivoluzione sulla due cavalli (SP/I 2001, R: Maurizio Sciarra)
- A Revolução de Abril no Olhar de Carlos Gil („Die April-Revolution, gesehen von Carlos Gil“, POR 2010, R.: Ivan Dias)
- Nachtzug nach Lissabon (D/CH/POR 2013, R.: Bille August, nach dem gleichnamigen Roman von Pascal Mercier)
- Les Grandes Ondes (à l’ouest) (CH/FR/POR 2013, R.: Lionel Baier)
- Prazer, Camaradas! (POR 2019; R: José Filipe Costa)
- Nelken für die Revolution (D 2024; R: Brigitte Kleine, Fernsehdokumentation arte/Hessischer Rundfunk)[9]

## Dokumentation
- Nelken für die Revolution. Regie: Brigitte Kleine, HR, Deutschland, 44 Minuten, 2024